# Матвеевы
Матве́евы — русские графский и дворянские роды.
При подаче документов (1686) для внесения рода в Бархатную книгу, была предоставлена родословная роспись Матвеевых.
Существуют ещё 83 рода Матвеевых более современного происхождения.

## История рода
Опричниками Ивана Грозного числились: Булгак Андреевич, Важен, Иван, Емельян, Третьяк (повар), Третьяк (шатёрник) Матвеевы (1573).
Предок дворянского и графского родов, Кирилл Иванович Матвеев был воеводой при царе Иване Грозном. Артамон Сергеевич (1625—1682) ближний боярин, царской печати и государственных посольских дел оберегатель, женат на Евдокии Григорьевне Гамильтон (ум. 1672), дочери шотландца Гамильтона.

## Описание дворянских гербов

#### Герб. Часть XIX. № 27.
Герб потомства почётного мирового судьи Ивана Матвеева: в червлёном щите над серебряным полумесяцем рогами вверх вертикально золотая стрела остриём вниз, сопровождаемые в верхних углах золотыми шестиконечными звёздами (изменённый польский герб Сас). В оконечности щита серебряная с чёрными швами крепостная стена. Щит увенчан дворянским коронованным шлемом. Нашлемник: рука в стальных латах, держащая серебряный с золотой рукоятью меч. Намёт: справа червлёный с серебром, слева червлёный с золотом. Девиз: «ВѢРОЮ И ЛЮБОВЬЮ» серебряными буквами на червлёной ленте.

#### Герб. Часть XIV. № 15.
Герб титулярного советника Николая Матвеева: в голубом щите горизонтально золотая зубчатая с чёрными швами крепостная стена со стоящим на ней серебряным одноглавым орлом с приподнятыми крыльями, красными глазами и языком. Над щитом дворянский коронованный шлем. Нашлемник — серебряный одноглавый орёл с приподнятыми крыльями, красными глазами и языком. Намёт — голубой с золотом. Щитодержатели: два серебряных льва с красными глазами и языком. Девиз: «SEMPER AUGUSTUM» («Всегда и то, и другое») золотыми буквами на голубой ленте.
Герб дворянского рода был записан в Части XIV и XIX Общего гербовника дворянских родов Всероссийской империи (страницы 15 и 27 соответственно).

#### Герб. Часть XIX. № 35.
Герб Павла Матвеева, сыну премьер-майора (16 декабря 1803 года жалован дипломом на потомственное дворянское достоинство). Щит пересечён. В верхней червлёной части накрест две серебряные шпаги. Внизу в лазуревом поле два золотых стропила, соединённых вместе, наподобие буквы «М». Над щитом дворянский коронованный шлем без нашлемника. Намёт лазуревый, подложенный золотом.

## Графы Матвеевы
Графский род Матвеевых происходит от Кирилла Ивановича Матвеева, бывшего воеводой при царе Иване Грозном. Из этого рода вышел русский государственный деятель Артамон Сергеевич Матвеев. Его сын Андрей Артамонович Матвеев, возведён в 1715 году в графское достоинство Священной Римской империи. В 1734 году этот графский род угас.

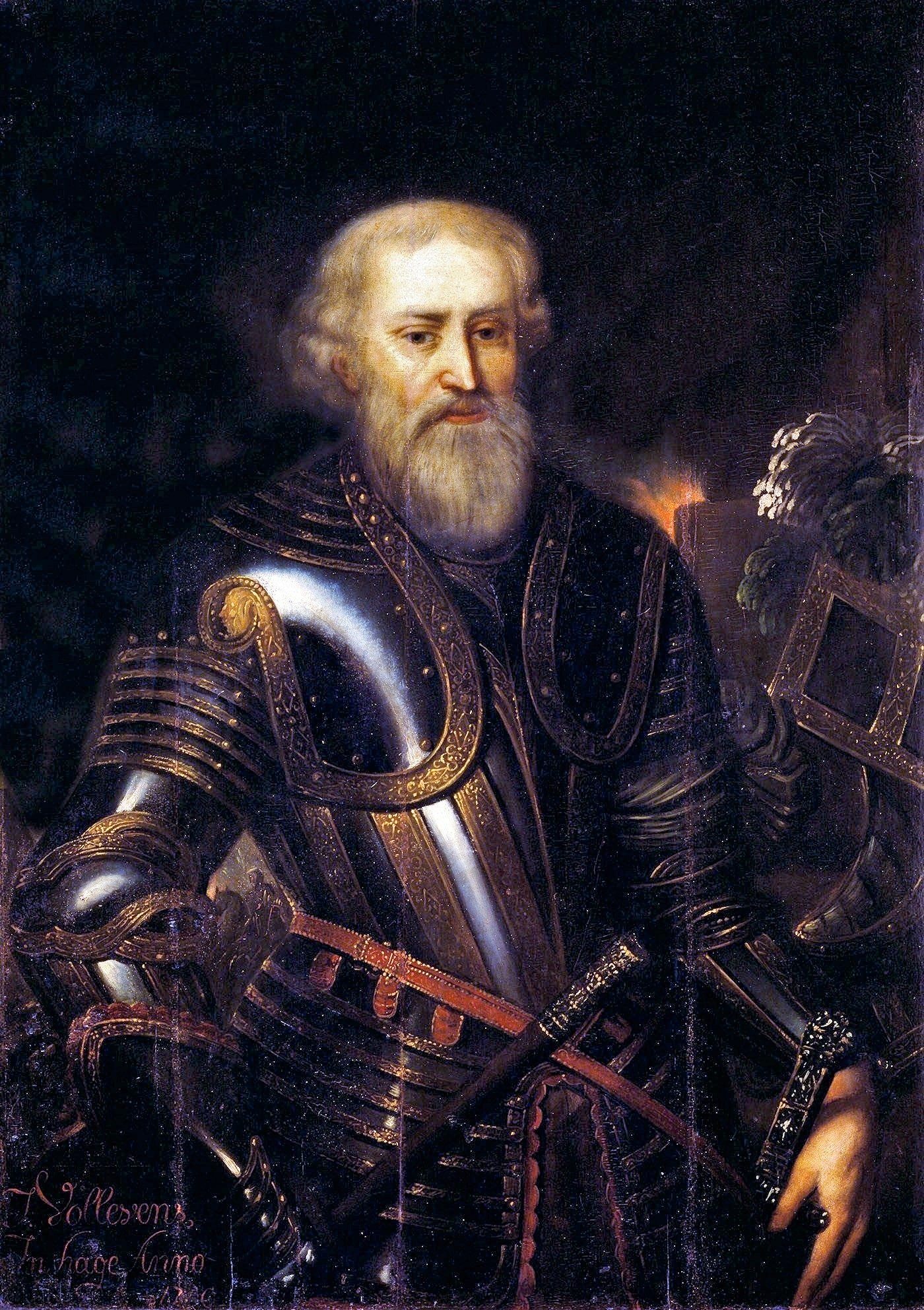
Портрет (посмертная фантазия) Артамона Сергеевича Матвеева работы И. Фоллевенса-старшего, 1700 г.

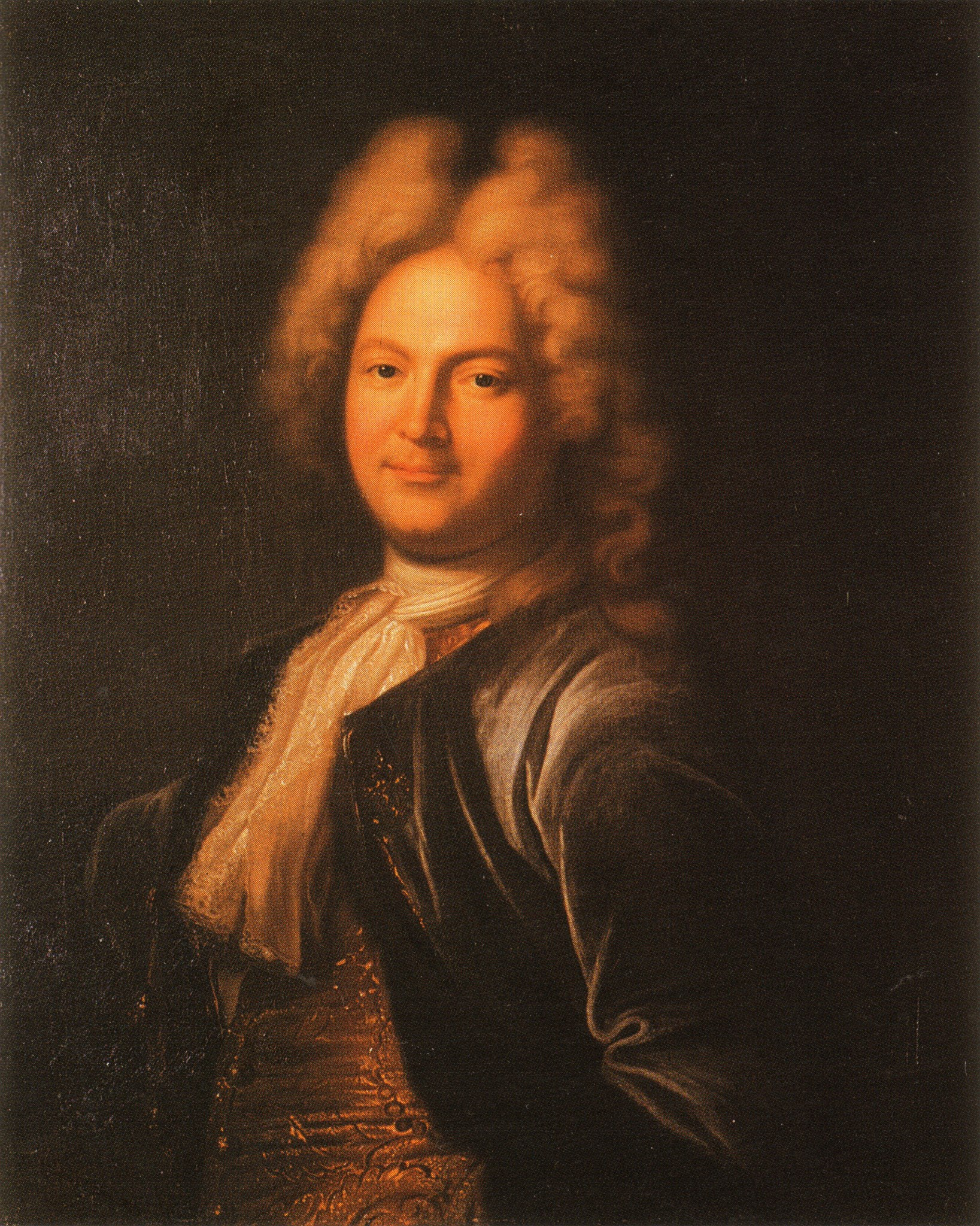
Портрет Андрея Артамоновича Матвеева, мастерская Риго, 1706 г.

### Известные представители
- Граф Андрей Артамонович (1666—1728) — граф Священной Римской империи, действительный тайный советник, посол в Вене и Лондоне.
- Графиня Мария Андреевна (1698—1788) — жена генерал-аншефа графа Александра Ивановича Румянцева.
- Граф Фёдор Андреевич (1706—1734) — холост, с ним пресёкся род графов Матвеевых.
- Граф Алексей Андреевич — о нём упоминается в делах времени императрицы Анны Ивановны.
- Графиня Наталья Андреевна — жена князя Василия Ивановича Мещерского.
- Графиня Екатерина Андреевна — жена генерал-поручика Амелия Степановича Шепелева.

#### Герб графов Матвеевых
Герб не внесён в Общий Гербовник, Гербовник Царства Польского или Дипломные сборники. Щит четырёхчастный, в первом и четвёртом зелёных полях серебряный лев в золотой короне и червлёным языком, держащий в правой передней лапе червлёный меч с золотым эфесом. Во втором зелёном же поле золотое стропило. В третьем червлёном поле серебряное обращённое вверх копьё, положенное поверх двух скрещенных того же металла стрел вверх. В лазуревом щитке восстающий натурального цвета медведь в золотой короне, держащий на левом плече червлёный флажок с двумя косицами, обременённый золотым крестом. Щит увенчан графской короной и поддерживается двумя оборачивающимися натурального цвета леопардами с червлёными языками, девиз «LABORIBUS MERITIS VIRTUTE AC SANGUINE» («Дела, заработанные добродетелью и кровью») чёрными буквами на розовой ленте.

## Известные представители
- Матвеев Сергей — дьяк (1627—1640)
- Матвеев Фёдор Иванович — воевода в Алексине (1628)
- Матвеев Василий — воевода в Черни (1630)
- Матвеев Игнатий — дьяк (1658)
- Матвеев Ивашко Большой — разрядный дьяк (1664)
- Матвеев Ивашко Меньшой — разрядный дьяк (1664)
- Матвеев Клим — дьяк (1668)
- Матвеев Иван — дьяк, воевода в Киеве (1669—1672)
- Матвеев Иван — подьячий Посольского приказа (1675—1676)
- Матвеев Иван — подьячий, воевода в Темникове (1678)
- Матвеев Андрей Артамонович — ближний стольник, комнатный стольник царя Петра Алексеевича (1676—1692), окольничий (1692), воевода на Двине (1692—1694)
- Матвеев Андрей Матвеевич — воевода Ярославского уезда (наместник) (169?—169?)
- Матвеев Кузьма Иванович — московский дворянин (1692)[7][8]